# تيرا دي أريا
تيرا دي أريا (بالبرتغالية: Terra de Areia‏)؛ بلدية في ولاية ريو غراندي دو سول في البرازيل. تضم البلدة محمية ماتا بالودوسا البيولوجية تصل مساحتها إلى 280 هكتار، التي تم إنشاؤها في عام 1998.